# 언어연대학
언어연대학(言語年代學, glottochronology)은 언어학에서 같은 계통을 갖는 두 언어가 분기한 연대를 어림하는 방법이다.

## 개설
모리스 스와데시가 제창하였다.
기초적인 어휘는 비교적 일정한 속도로 변화한다는 가정을 기반으로 두 언어가 공통조어로부터 분기한 연대가 방사성 탄소 연대 측정과 마찬가지로 추정된 어휘의 반감기로부터 산출해내는 방식으로 얻어진다. 기초적인 어휘는 스와데시 리스트에 수록된 어휘군이 사용된다.
하지만 언어의 변화가 일정한 속도로 일어난다는 증거가 없으므로(이를테면 문자로 적히지 않은 언어는 빠르게 변화하는 경향이 있다), 언어연대학의 유효성에 대해서 회의적인 언어학자도 많다. 또한 스와데시 리스트의 어휘가 정말로 기초적이라고 할 수 있는지에 대해서도 의문이 제기된다.
언어연대학에서는 어휘통계학적 방법을 사용하고 있으나, 어휘통계학에서는 기초적인 어휘가 비교적 일정한 속도로 변화한다는 가정이 반드시 필요로 되지는 않는다. 또한 언어를 음운론적 및 문법적으로 비교하고 변화의 법칙성을 분명히 하여 동조동근임을 증명하는 비교언어학과는 방법론적으로 다르다.

## 새로운 방법론
최근 R.D. Gray 外가 분자진화학(DNA배열의 통계학적 비교로부터 생물의 진화를 밝히는 방법)을 응용하여 언어변화 속도의 일정성을 가정하지 않는 방법이 제안되었다. 이는 비교언어학적으로 보다 분명해진 동원어를 기초로 하는 방법이다. 이에 따르면 일부 분기연대가 알려진 어족(인도유럽어족 등)에 대해서는 기존의 학설보다 더 확실히 분기연대를 어림하는 것이 가능하다고 주장한다. 오스트로네시아어족에도 이 방법이 응용되었다.

## 같이 보기
- 기초 영어
- 동계어
- 역사언어학
- 라이프치히-자카르타 목록
- 조어 (언어학)
- 스와데시 리스트

## 참고 문헌
- 服部四郎『日本語の系統』1959年 岩波書店